# Saab 32 Lansen
Saab 32 Lansen (nghĩa là Cây Thương) là một loại máy bay cường kích hai chỗ, vận tốc cận âm do SAAB thiết kế chế tạo từ năm 1955 tới năm 1960 cho Không quân Thụy Điển (Flygvapnet). Trong thời gian phục vụ lâu dài của mình, Saab 32 cũng được sử dụng như máy bay tiêm kích, trinh sát, tác chiến điện tử và kéo bia bay.

## Thiết kế và phát triển
Năm 1948 công ty Saab đã được quân đội đặt chế tạo một loại máy bay cường kích động cơ phản lực để thay thế một loạt các loại máy bay tiêm kích đêm, trinh sát và cường kích cũ từ thập niên 1940 trong Flygvapnet như: Saab B 18/S 18, J 21R/A 21R và J 30 (de Havilland Mosquito). Thiết kế này ban đầu được đặt tên là P1150.
Không quân Thụy Điển đặt ra yêu cầu đối với P1150 như sau: máy bay phải có khả năng tấn công vất kỳ nơi nào dọc theo đừong bờ biển dài 1.245 dặm (2000 km) của Thụy Điển trong vòng 1 giờ sau khi cất cánh từ căn cứ. Nó phải có khả năng cất cánh trong mọi điều kiện thời tiết, ngày cũng như đêm. Đặc biệt nó được tích hợp các hệ thống vũ khí và điện tự nhằm tạo ra một mẫu thiết kế giống với các hệ thống vũ khí ngày nay được áp dụng cho các thiết kế máy bay chiến đấu. Máy bay được trang bị 4 khẩu pháo 20 mm, rocket, bom và hoặc tên lửa chống hạm mới đang được phát triển lưc đó là Rb 04.
Đội thiết kế tạo ra một khung máy bay có kiểu dáng đẹp, trang bị động cơ Rolls-Royce Avon Series 100. Thiết kế cánh xuôi là kết quả duy nhất của một ứng dụng ban đầu của công nghệ máy tính. Để thử nghiệm thiết kế cánh xuôi sau 35°, một mẫu cánh có kích thước bằng nửa cánh thật đã được đặt trên loại máy bay Saab Safir, Saab 202 Safir. Thiết kế ban đầu có cánh tà và rãnh gờ trước cánh. Sau đó rãnh được bỏ đi do không cần thiết sau các thử nghiệm với các mẫu thử và không còn xuất hiện trên mẫu máy bay thành phẩm. Sau khi các mẫu thử P1150 có thiết kế hoàn chỉnh và đã qua các thử nghiệm đánh giá, một lô nhỏ đã được đưa vào sản xuất với tên gọi mới là Saab J 32 Lansen (J chữ cái đầu của từ "Jakt" [Tiêm kích]) vào năm 1953. Không có phiên bản huấn luyện, nhưng một số chiếc Lansen vẫn có hệ thống điều khiển thô sơ ở ghế sau.

## Lịch sử hoạt động

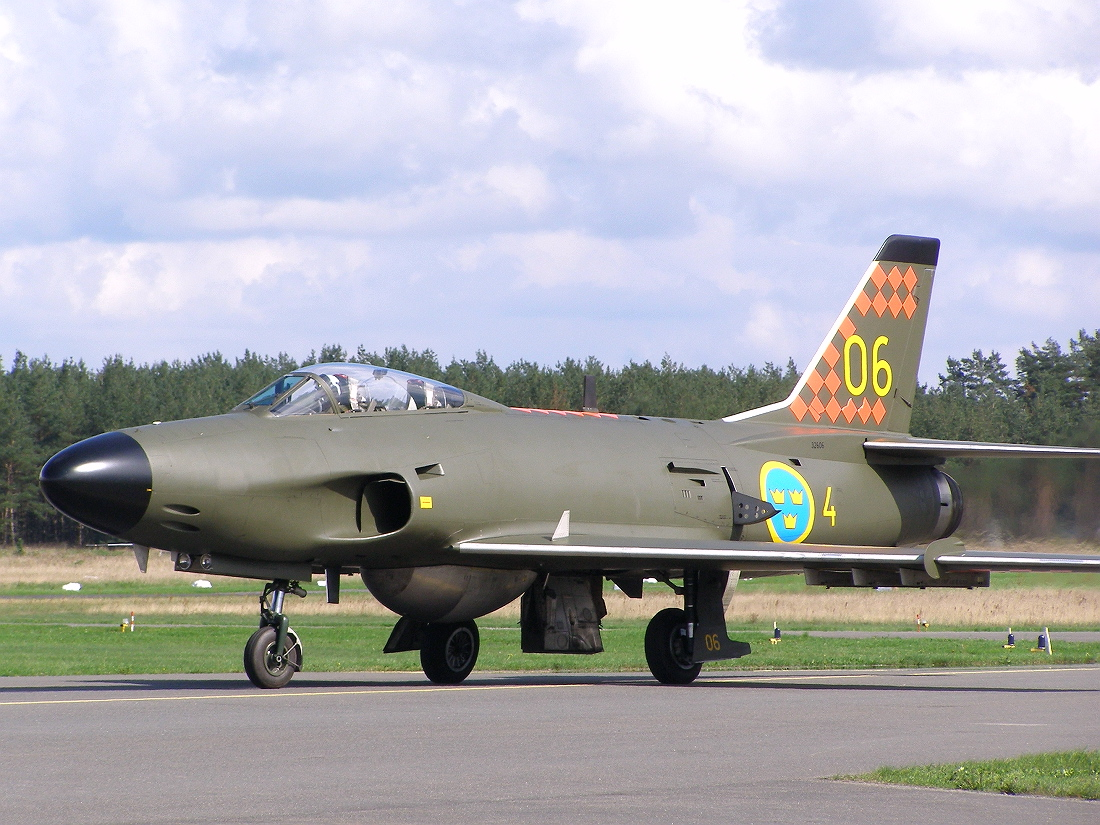
Saab 32 Lansen tại triển lãm hàng không Kristianstad 2006.

A 32A được đưa vào trang bị nhằm thay thế cho loại máy bay ném bom SAAB B 18 động cơ piston. Ngay sau khi được trang bị cho các phi đoàn, J 32 Lansen đã vượt qua vận tốc âm thanh vào ngày 25/10/1953, một chiếc J 32 đã vượt vận tốc Mach 1 khi bổ nhào. J 32 mang 4 khẩu pháo ADEN 30 mm trong khi A 32 (‘’A’’ nghĩa là cường kích) có 4 khẩu pháo 20 mm Bofors m/49 ở mũi máy bay và tên lửa chống hạm RB 04, đây là một trong những loại tên lửa chống hạm được đưa vào trang bị sớm nhất ở phương Tây thời bấy giờ. Những chiếc Lansen thường mang 2 tên lửa nhưng nó cũng có thể mang thêm. Nhiệm vụ chính của nó là ngăn chặn bất kỳ máy bay Liên Xô nào bay vào vùng bờ biển rộng lớn của Thụy Điển.
Một kế hoạch sử dụng A 32A mang đầu đạn hạt nhân hoặc vũ khí hóa học đã được nghiên cứu. Thụy Điển đã có một chương trình vũ khí hạt nhân vào thập niên 1950 và 1960, nhưng không sản xuất bất cứ vũ khí hạt nhân nào.
A 32 Lansen là máy bay cường kích chuyên nhiệm cuối cùng của Thụy Điển. Trong suốt Chiến tranh Lạnh, phi công Thụy Điển thường mô tả đây là một loại máy bay dễ điều khiển. Và dần dần được thay thế bằng các loại khác hiện đại hơn, Saab 32 rút khỏi biên chế vào cuối thập niên 1990. 2 chiếc Lansen hiện vẫn đang trong tình trạng vận hành tốt, nhiệm vụ duy nhất của chúng là đo các mẫu không khí trên độ cao lớn cho các mục đích nghiên cứu hợp tác với Cơ quan An toàn Bức xạ Thụy Điển. Một chiếc trong số 2 chiếc đã được sử dụng để thu thập mẫu tro núi lửa vào tháng 4 và tháng 5/2010.

## Biến thể

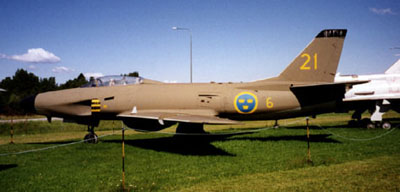
Saab 32 Lansen tại Bảo tàng Không quân Thụy Điển ở Linköping.

A 32A
Phiên bản cường kích và đánh biển. Có 287 chiếc được chế tạo trong giai đoạn 1955-1957, nghỉ hưu năm 1978. Trang bị 4 pháo 20 mm Bofors ở mũi và mang 2 tên lửa SAAB 304 hoặc thùng rocket gắn ngoài.
J 32B
Phiên bản tiêm kích mọi thời tiết, chuyển sử dụng trong các phi vụ tuần tiêu đêm và hoạt động trong thời tiết xấu. 2 mẫu thử và 118 chiếc được sản xuất trong giai đoạn 1958-1960, nghỉ hưu năm 1973. Trang bị 4 khẩu pháo 30 mm ADEN, tên lửa Rb 24 (phiên bản của AIM-9 Sidewinder do Thụy Điển chế tạo) và có thể mang radar dẫn bắn cho tên lửa không đối không, ngoài ra còn mang được thùng rocket gắn ngoài. J 32B được trang bị động cơ Svenska Flygmotor RM 6A (Rolls-Royce Avon Mk 47A).
S 32C
Phiên bản trinh sát không ảnh và trinh sát biển chuyên nhiệm được phát triển từ A 32A. 45 chiếc được sản xuất trong giai đoạn 1958-1959, nghỉ hưu năm 1978. Trang bị radar PS-432/A và 4 camera – 2 chiếc SKa 17 và 2 chiếc SKa 18.
J 32D
Phiên bản kéo bia bay. 6 chiếc J 32B được chuyển đổi thành phiên bản này, nghỉ hưu năm 1997.
J 32E
Phiên bản tác chiến điện tử/ đối kháng điện tử (ECM), ngoài ra còn được sử dụng để huấn luyện ECM. 14 chiếc J 32B được chuyển đổi thành phiên bản này, nghỉ hưu năm 1997. Được trang bị hệ thống gây nhiễu G 24 thuộc một trong 3 phiên bản dùng băng tần L, S hoặc C, sử dụng để gây nhiễu cho radar mặt đất và hải quân. Ngoài ra còn có các thiết bị gây nhiễu gắn ngoài như Adrian (sử dụng băng S và C) và Petrus (băng X) để gây nhiễu các radar gắn trên máy bay.
J 32AD
Đề án cho phiên bản tiêm kích ngày được phát triển từ năm 1953, là giải pháp tạm thời giữa J 29 Tunnan và J 35 Draken, định danh là J 32AD ("D" nghĩa là Dag [ngày]). Phiên bản này nhẹ hơn, không có radar, trang bị 4 khẩu 20 mm và 1 khẩu 30 mm ở mũi và các loại tên lửa khác. Không được chế tạo, Thụy Điển đã mua 120 chiếc tiêm kích Hawker Hunter để thay thế.
J 32U
Đề án tiêm kích được phát triển từ năm 1954 ("U" nghĩa là utveckling [phát triển]) với hiệu suất tốt hơn so với J 32B. Máy bay trang bị động cơ Rolls-Royce RA 19R mạnh hơn và có thiết kế cánh được cải tiến.

## Quốc gia sử dụng

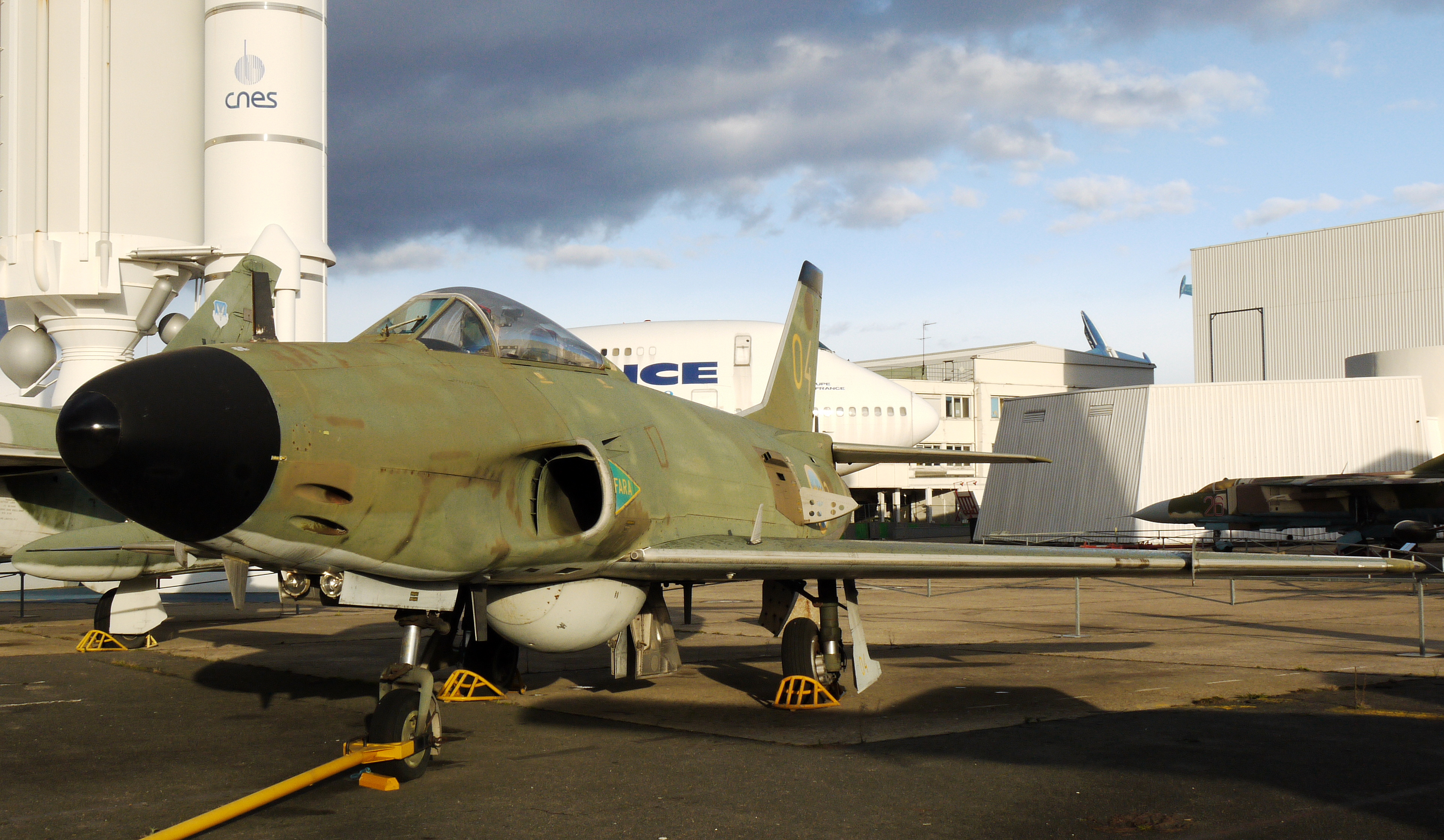
Saab 32 Lansen tại Bảo tàng Hàng không và Không gian Paris, Le Bourget, Pháp.

Thụy Điển
- Không quân Thụy Điển
  - F 1 Hässlö
  - F 3 Malmslätt
  - F 4 Frösön
  - F 6 Karlsborg
  - F 7 Såtenäs
  - F 11 Nyköping
  - F 12 Kalmar
  - F 13 Norrköping
  - F 14 Halmstad
  - F 15 Söderhamn
  - F 16 Uppsala
  - F 17 Kallinge
  - F 21 Luleå

## Tính năng kỹ chiến thuật (J 32B)
Dữ liệu lấy từ The Great Book of Fighters,Combat Aircraft since 1945 

### Đặc điểm riêng
- Tổ lái: 2
- Chiều dài: 14.94 m (49 ft 0 in)
- Sải cánh: 13.0 m (42 ft 8 in)
- Chiều cao: 4.65 m (15 ft 3 in)
- Diện tích cánh: 37.4 m² (402.6 ft²)
- Trọng lượng rỗng: 7,500 kg (16,535 lb)
- Trọng lượng cất cánh tối đa: 13,500 kg (29,760 lb)
- Động cơ: 1 động cơ phản lực Svenska Flygmotor RM 6A, lực đẩy 47.0 kN, ở chế độ đốt phụ trội đạt 65.3 kN (10,560 lbf / 14,685 lbf)

### Hiệu suất bay
- Vận tốc cực đại: 1200 km/h (745 mph)
- Tầm bay: 2,000 km (1,240 mi)
- Trần bay: 15,000 m (49,200 ft)
- Vận tốc lên cao: 100 m/s (19,685 ft/min)

### Hệ thống điện tử
- 4 pháo ADEN 30 mm, 90 viên đạn mỗi khẩu
- 4 tên lửa không đối không Rb 24
- 4 thùng đạn phản lực không đối không 75 mm

### Máy bay có tính năng tương đương
- Dassault Mystère
- Grumman F-9 Cougar
- Hawker Hunter
- McDonnell F3H Demon
- Republic F-84F Thunderstreak

### Danh sách theo loạt máy bay
- 18 - 21/21R - 29 - 32 - 35 - 37 - 39